# Resolució 428 del Consell de Seguretat de les Nacions Unides
La Resolució 428 del Consell de Seguretat de les Nacions Unides, fou aprovada per unanimitat el 6 de maig de 1978, després d'haver escoltat representacions de la República Popular d'Angola, Zàmbia i l'Organització dels Pobles de l'Àfrica del Sud-Oest (SWAPO), el Consell va recordar als Estats membres que s'abstinguessin d'usar amenaces i ús de la força en la seva relacions Internacionals. Reiterant la resolució 387 (1976), la present resolució va condemnar Sud-àfrica per la seva invasió armada d'Angola a través de l'Àfrica del Sud-oest (Namíbia).
La Resolució 428 va condemnar la supressió del poble namibi de Sud-àfrica, així com l'apartheid. El Consell va reafirmar que l'alliberament del poble de Namíbia seria un requisit previ per assolir la pau i la seguretat al sud d'Àfrica. La resolució també va encomanar a la República Popular d'Angola pel seu suport al poble de Namíbia.
Finalment, el Consell va establir que, si es tornés a atacar Angola, no dubtaria a adoptar mesures addicionals contra Sud-àfrica, d'acord amb el Capítol VII de la Carta de les Nacions Unides.